# امرأة بالصدفة تقريبا
امرأة بالصدفة تقريبًا (بالإيطالية: Quasi per caso una donna: Cristina di Svezia) هي رواية للكاتب الإيطالي الحائز على جائزة نوبل للأدب داريو فو.كتبها سنة 1984،وترجمها للعربية فوزي عيسى وصدرت عن مركز المحروسة للنشر والخدمات الصحفية والمعلومات سنة 2024. تتناول سيرة الملكة كريستينا ملكة السويد (1626–1689) بأسلوب أدبي يمزج بين الحقائق التاريخية والخيال السردي.

## نبذة
تتناول الرواية سيرة الملكة كريستينا ملكة السويد (1626–1689)، التي تولت العرش طفلة بعد مقتل والدها غوستاف الثاني أدولف في حرب الثلاثين عامًا. وُصِفت كريستينا بأنها امرأة «مستحيلة» نظرًا لتمردها على الأعراف، إذ نشأت تحت رعاية أبيها كصبي لا كفتاة، تعلمت الفروسية والرماية، وأظهرت اهتماماً بالثقافة والفلسفة منذ الصغر. خلال عهدها، حولت ستوكهولم إلى مركز علمي وفكري بمجيء علماء وفلاسفة أمثال ديكارت وباسكال. وعندما واجهت التوقعات التقليدية (الزواج وتوريث العرش) ورغبتها الشخصية في الاستقلال، اختارت التخلي عن العرش والانتقال إلى روما بعد اعتناقها الكاثوليكية.

## السياق السياسي والديني
يعتمد فو أسلوبًا سرديًا حواريًا، إذ تتدفق الجمل بأسئلة ضمنية تعيد القارئ إلى الصور التاريخية واللوحات الفنية. يستخدم رمزية الزي الذكوري لتوضيح تمرد كريستينا على القوالب الاجتماعية. كما تظهر الرموز الدينية والعلمية للدلالة على تناقضاتها الفكرية.تجري أحداث الرواية في خضم حرب الثلاثين عامًا (1618–1648) التي أنهت الصراع بين البروتستانت والكاثوليك. اعتلت كريستينا العرش وهي في السادسة من عمرها، وصارت رمزًا للبروتستانتية. لاحقًا، قررت اعتناق الكاثوليكية، ورأت أنها لا تستطيع الاستمرار في الحكم كملكة كاثوليكية، فتنازلت عن العرش لصالح ابن عمها كارل غوستافوس.

## البعد النسوي والفلسفي
تُعتبر الرواية دراسة في التمرد النسوي والحرية الشخصية; فالشخصية الرئيسة تمثل امرأة قوية ترفض قيود النوع الاجتماعي. كما تشير الرواية إلى ميولها العاطفية نحو النساء بلمسات أدبية.فلسفيًا، ترمز كريستينا إلى البحث عن الحقيقة والحرية العقلية، ويظهر ذلك في دعوتها ديكارت إلى البلاط السويدي.

## مقتطف من الرواية
«خوفًا من ردود الفعل والانتقام، تركت كريستينا السويد على الفور… وعند عبور حدود الدنمارك صاحت: “أخيرًا حرة!”… ومنذ تلك اللحظة بدأ التحول في هيئة تلك السيدة العظيمة».